# Bernardo Daddi

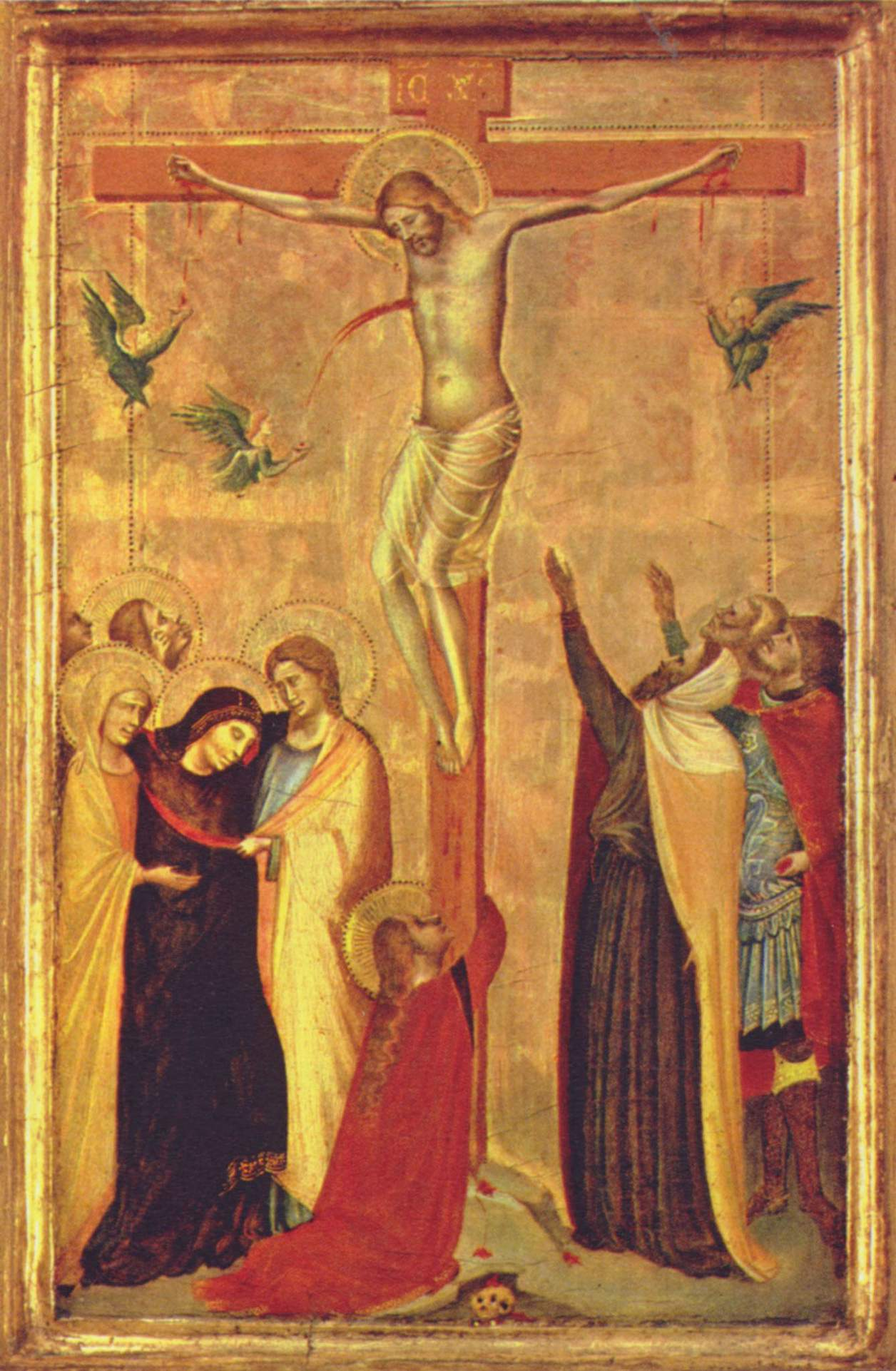
Crucifixion (1340–1345), National Gallery of Art

Bernardo Daddi (* um 1295 in Florenz; † um 1348 ebenda) war ein früher italienischer Renaissance-Maler.

## Leben
Daddi war der Sohn von Daddo di Simone, der ebenfalls Maler war und aus der Gegend des Mugello stammte. Er war ein Schüler Giotto di Bondones und von 1312 bis 1320 bei der Arte dei medici e speziali in Florenz eingeschrieben. Am 18. Mai 1335 erwarb er in Florenz ein Haus und fertigte in diesem Jahr für die Kapelle des Palazzo Vecchio eine Vision des hl. Bernhard. Ein Altarwerk aus dem Jahr 1338, das er für die Kirche Santa Maria Novella angefertigt hatte gilt als verschollen. Er fertigte weitere Werke, unter anderem 1347 eine Madonnentafel für den Or San Michele und 1348 ein Altarwerk. Er soll an der Gründung der „Compagnia dei pittori fiorentini di San Luca“ oder „Compagnia di San Luca“ im Jahr 1339 (oder 1349) beteiligt gewesen sein und dort Amt eines Consigliere bekleidet haben. Aus dieser Vereinigung ging später die Accademia delle Arti del Disegno hervor.
Daddi starb vermutlich 1350, da sein Name in den Steuerbüchern der Folgejahre nicht mehr verzeichnet ist. Die Einträge in den Büchern der Malergilde reichen bis ins Jahr 1355. Manche älteren Einträge geben 1355 als Todesjahr an, ein in manchen Quellen angegebenes 1380 gilt hingegen als unwahrscheinlich oder als Schreibfehler. Die meisten gehen davon aus, dass er um 1348 starb, da aus diesem Jahr sein letztes datiertes Werk stammt.

## Werke (Auswahl)
- Martirio di San Lorenzo und Santa Caterina d’Alessandria , Kathedrale von Florenz
- Crocifisso con i dolenti e storie della Passione, Galleria dell’Accademia, Florenz
- Polittico di San Pancrazio, Uffizien, Florenz
- Madonna col Bambino, angeli e santi, Uffizien, Florenz
- Madonna col Bambino, Orsanmichele, Florenz
- Polittico con la Madonna con Bambino in trono e santi, Santa Maria Novella, Florenz
- Incoronazione di Maria Vergine tra angeli e santi, Natività e Crocifissione, Gemäldegalerie (Berlin)
- Madonna con Bambino in trono, angeli e santi; Annunciazione; Natività di Gesù; Crocifissione di Cristo, Lindenau-Museum, Altenburg
- Vatikanische Pinakothek, Rom:
  - Lapidazione di Santo Stefano  (Teilstück einer Predella)
  - Deposizione del corpo di Santo Stefano nella tomba di San Lorenzo, Esorcismo di Eudossia (Teilstück einer Predella)
  - Santa Caterina d’Alessandria e santa Margherita d’Antiochia (Gemälde)
  - San Domenico e San Francesco d’Assisi (Gemälde)
- Madonna col Bambino, Natività e Crocifissione, Pinacoteca Nazionale di Siena (Saal 9[6])
- Madonna con Bambino in trono, angeli e santi; Annunciazione; Natività di Gesù; Crocifissione di Cristo, Courtauld Institute of Art, London
- Madonna con Bambino in trono, angeli e santi, Nelson-Atkins Museum of Art, Kansas City
- Metropolitan Museum of Art, New York:
  - Santa Reparata davanti all’imperatore Decio  (Teilstück einer Predella)
  - Crocifissione di Cristo (Gemälde)
- Annunciazione, Louvre, Paris
- Madonna e Santi, Kloster San Gaudenzio in San Godenzo, Flügelaltar, zugeschrieben, 1333 entstanden, stammt aus der Kirche San Salvatore al Monte in Florenz